# Geraldine Chaplin
Geraldine Leigh Chaplin, född 31 juli 1944 i Santa Monica i Kalifornien, är en amerikansk skådespelare. Hon är äldsta dotter till Charlie Chaplin i hans äktenskap med Oona O'Neill. Hon är mor till skådespelaren Oona Castilla Chaplin.

## Biografi
Geraldine Chaplin utbildade sig först till balettdansös vid Kungliga Balettskolan i London, men bestämde sig för att istället satsa på en karriär inom filmen. Bland hennes filmer märks bland andra Doktor Zjivago (1965), Grevinnan från Hongkong (1966), De tre musketörerna (1973) och De fyra musketörerna (1974).

## Filmografi (urval)
- 1952 – Rampljus (ej krediterad)
- 1965 – En vacker sommarmorgon
- 1965 – Doktor Zjivago
- 1967 – Grevinnan från Hongkong
- 1967 – Casino Royale James Bond 007! (ej krediterad)
- 1971 – Operation Parasoll
- 1973 – Ana och vargarna
- 1973 – De tre musketörerna
- 1974 – De fyra musketörerna
- 1975 – Nashville
- 1976 – Ana
- 1976 – Buffalo Bill och indianerna
- 1978 – Oh, vilket bröllop!
- 1980 – Spegeln sprack från kant till kant
- 1981 – Les Uns et les Autres
- 1985 – De korsikanska bröderna
- 1987 – Vitt illdåd
- 1988 – The Moderns
- 1989 – The Return of the Musketeers
- 1992 – Chaplin
- 1993 – Oskuldens tid
- 1995 – Hemma är bäst
- 1996 – Jane Eyre
- 1997 – Odysséen (TV-serie)
- 1998 – Kusin Bette
- 1999 – Maria, Jesu mor (TV-film)
- 2000 – In the Beginning
- 2002 – The City of No Limits
- 2002 – Tala med henne
- 2003 – Charlie: The Life and Art of Charles Chaplin
- 2004 – The Bridge of San Luis Rey
- 2005 – BloodRayne
- 2005 – Melissa P.
- 2007 – Barnhemmet
- 2008 – En nymfomans bekännelse
- 2010 – Wolfman
- 2011 – There Be Dragons
- 2011 – The Monk
- 2011 – And If We All Lived Together?
- 2012 – The Impossible
- 2012 – The Hollow Crown (TV-serie) (ett avsnitt)
- 2013 – Another Me
- 2018 – Jurassic World: Fallen Kingdom
- 2019 – The Crown (TV-serie)